# Château de la Dauge
Le château de la Dauge est situé sur la commune de Ladapeyre, dans le département de la Creuse, région Nouvelle-Aquitaine, en France.

## Historique
Du château médiéval de la fin du XIVe siècle, il ne reste que les douves et le pavillon d'entrée (aussi appelé châtelet).
L'ensemble est propriété privée et fermé au public.

## Architecture
Système de défense avec pont-levis, chemin de ronde sur mâchicoulis percés d'archères et épais murs ouverts à la base de couleuvrines.
Le château brûle vers 1820 et est remplacé par une construction plus moderne sur plan classique du XVIIe siècle, c'est-à-dire un corps de logis rectangulaire flanqué de 2 avant-corps.
Le pavillon d'entrée du château est inscrit au titre des monuments historiques par arrêté du 12 janvier 1931.